# Mystacopsyche ochracea
Mystacopsyche ochracea is een schietmot uit de familie Philorheithridae. De soort komt voor in het Neotropisch gebied.